# 라파 공세
라파 공세에 대한 문서이다.
2024년 5월 6일, 이스라엘은 이스라엘-하마스 전쟁 중 가자 지구 침공의 일환으로 라파시 안팎에서 군사 공세를 시작했다.
공세 이전에 가자지구 다른 곳에서 온 약 140만 명의 팔레스타인 난민들이 라파에서 피난처를 찾았다. 지난 2월, 이스라엘은 도시에 있다고 밝힌 하마스 여단을 제거하기 위해 침공하겠다는 의사를 밝혔다. 5월 초, 휴전 협상이 교착되자 이스라엘은 작전을 준비하고 라파 동부에서 철수를 명령했다. 5월 6일 하마스는 이집트와 카타르가 제안한 휴전 협정을 받아들였지만 이스라엘 전쟁 내각은 이를 "이스라엘의 필요한 요구와는 거리가 멀다"는 이유로 만장일치로 거부하고 작전을 계속할 것이라고 밝혔다. 이스라엘은 당초 도시 전역에 2개 사단을 투입할 계획이었지만 미국 바이든 행정부는 라파에 대한 대대적인 공격을 넘을 수 없는 '레드라인'으로 간주했다. 이로 인해 이스라엘은 가자 지구로 밀수입되는 무기를 봉쇄하기 위해 국경을 점령하는 작전을 축소하고 라파에 대한 표적 공격에 의존해야 했다.
거부 이후 이스라엘은 라파에 공습을 가하고 도시 외곽으로 진입한 뒤 라파 국경검문소를 점령하고 폐쇄했다. IDF는 5월 14일 도시의 인구 밀집 지역에 진입했다. 이스라엘은 하마스가 제거되거나 인질이 석방되지 않는 한 작전이 중단되지 않을 것이라고 밝혔다. 5월 24일 국제사법재판소는 공격을 즉각 중단하라고 명령했지만 이스라엘은 이를 거부했다.
이스라엘 작전의 인도주의적 영향은 매우 컸다. 100만 명이 넘는 팔레스타인인들이 안전하지 않고 보급품이 부족한 지역으로 대피했다. 이스라엘의 공격으로 거의 210명의 팔레스타인인이 사망하고 280명이 부상을 입었다. 이스라엘의 공격과 보급품 부족으로 병원 상태가 열악했다. 게다가, 공세와 관련된 사건으로 인해 케렘 샬롬(Kerem Shalom)과 라파(Rafah) 교차로가 일시적으로 폐쇄되어 가자 지구의 인도주의적 위기가 더욱 악화되었다.